# Чемпионат мира по бадминтону 2009
17-й чемпионат мира по бадминтону проходил с 10 по 16 августа 2009 года в Хайдарабаде (Индия).

## Общий медальный зачёт
| № | Страна           | Золото | Серебро | Бронза | Медали |
| 1 | Китай            | 4      | 3       | 3      | 10     |
| 2 | Дания            | 1      | 0       | 1      | 2      |
| 3 | Индонезия        | 0      | 1       | 2      | 3      |
| 4 | Республика Корея | 0      | 1       | 1      | 2      |
| 5 | Малайзия         | 0      | 0       | 2      | 2      |
| 6 | Франция          | 0      | 0       | 1      | 1      |

## Медалисты
| Турнир                    | Золото                             | Серебро                      | Бронза                                              |
| ------------------------- | ---------------------------------- | ---------------------------- | --------------------------------------------------- |
| Мужчины. Одиночный разряд | Линь Дань                          | Чэнь Цзинь                   | Тауфик Хидаят                                       |
| Мужчины. Одиночный разряд | Линь Дань                          | Чэнь Цзинь                   | Сони Дви Кункоро                                    |
| Женщины. Одиночный разряд | Лу Лань                            | Се Синфан                    | Ван Линь                                            |
| Женщины. Одиночный разряд | Лу Лань                            | Се Синфан                    | Пи Хунъянь                                          |
| Мужчины. Парный разряд    | Фу Хайфэн Цай Юнь                  | Чон Джэ Сон Ли Ён Дэ         | Мохд Закри Абдул Латиф Мохд Фаирузизуан Мохд Тазари |
| Мужчины. Парный разряд    | Фу Хайфэн Цай Юнь                  | Чон Джэ Сон Ли Ён Дэ         | Гу Цзяньцзе Чэнь Вэньхун                            |
| Женщины. Парный разряд    | Чжан Явэнь Чжао Тинтин             | Чэн Шу Чжао Юньлэй           | Ду Цзин Юй Ян                                       |
| Женщины. Парный разряд    | Чжан Явэнь Чжао Тинтин             | Чэн Шу Чжао Юньлэй           | Ма Цзинь Ван Сяоли                                  |
| Микст                     | Томас Лаюбоурн Камилла Рюттер Юхль | Нова Видианто Лилиана Натсир | Ли Ён Дэ Ли Хё Джон                                 |
| Микст                     | Томас Лаюбоурн Камилла Рюттер Юхль | Нова Видианто Лилиана Натсир | Йоахим Фишер Нильсен Кристинна Педерсен             |